# Corticarina impensa
Corticarina impensa es una especie de coleóptero de la familia Latridiidae.

## Distribución geográfica
Habita en Guatemala.